# Senna surattensis
Senna surattensis là một loài thực vật có hoa trong họ Đậu. Loài này được (Burm.f.) H.S.Irwin & Barneby miêu tả khoa học đầu tiên.

## Hình ảnh

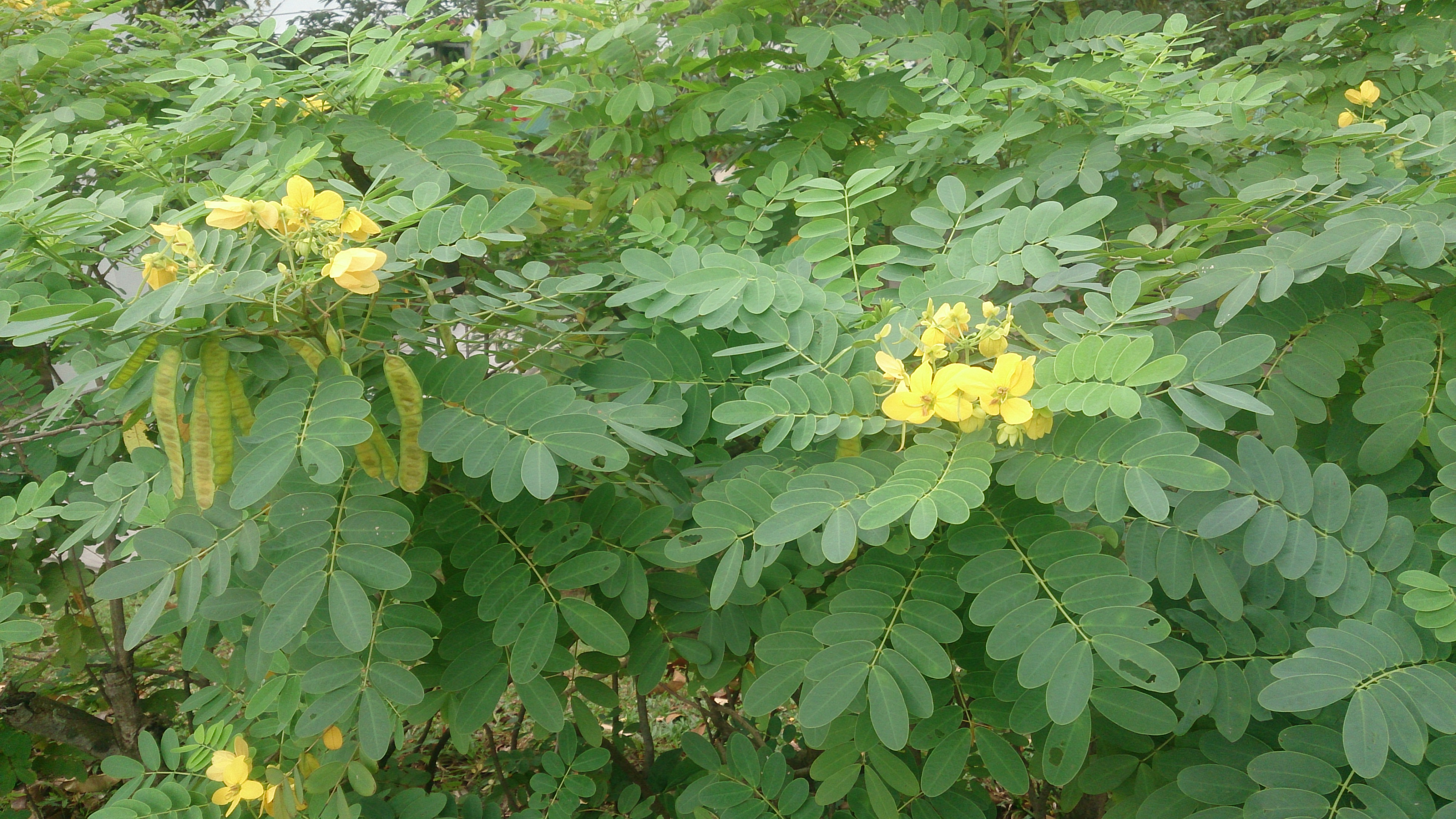
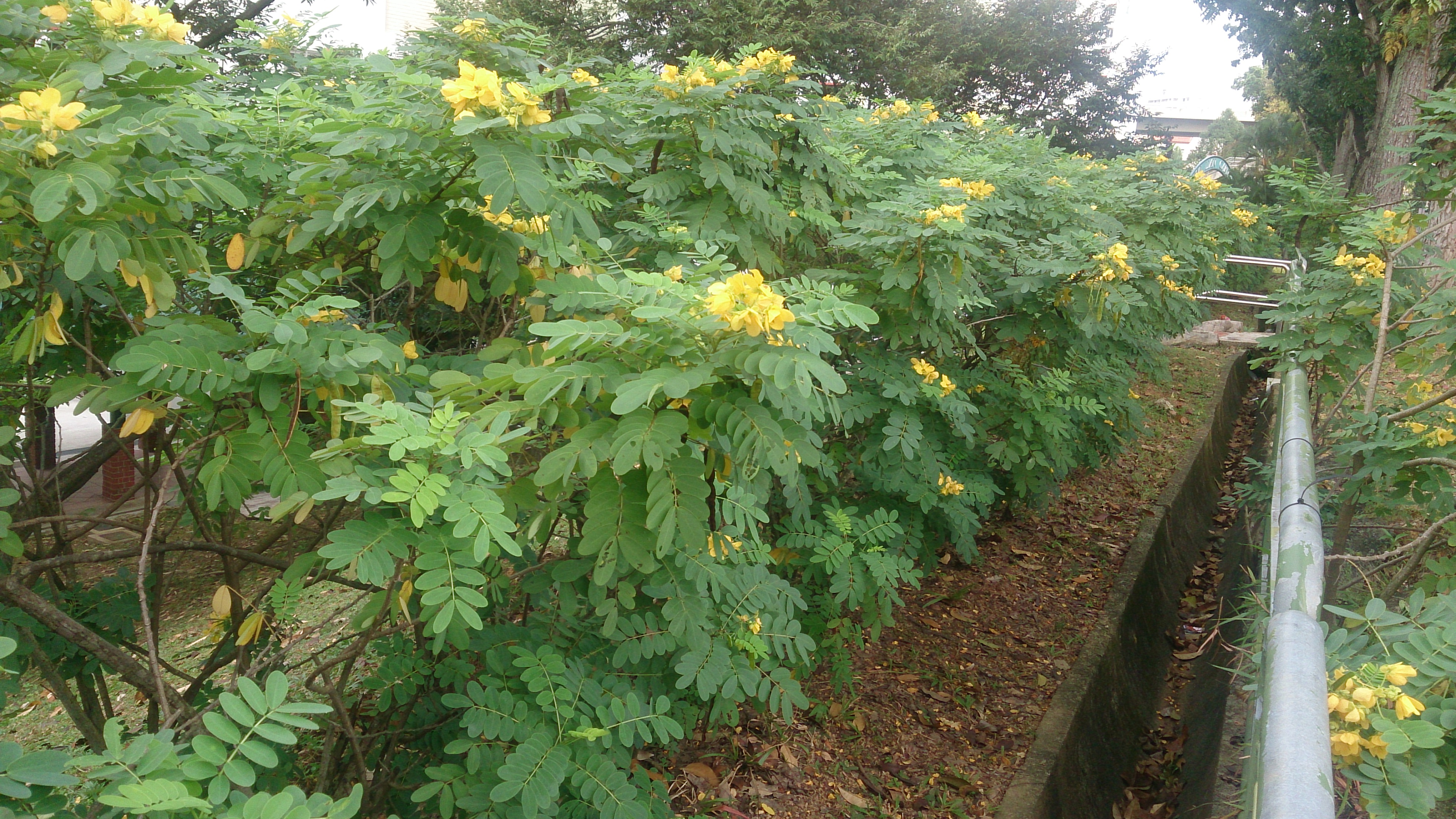
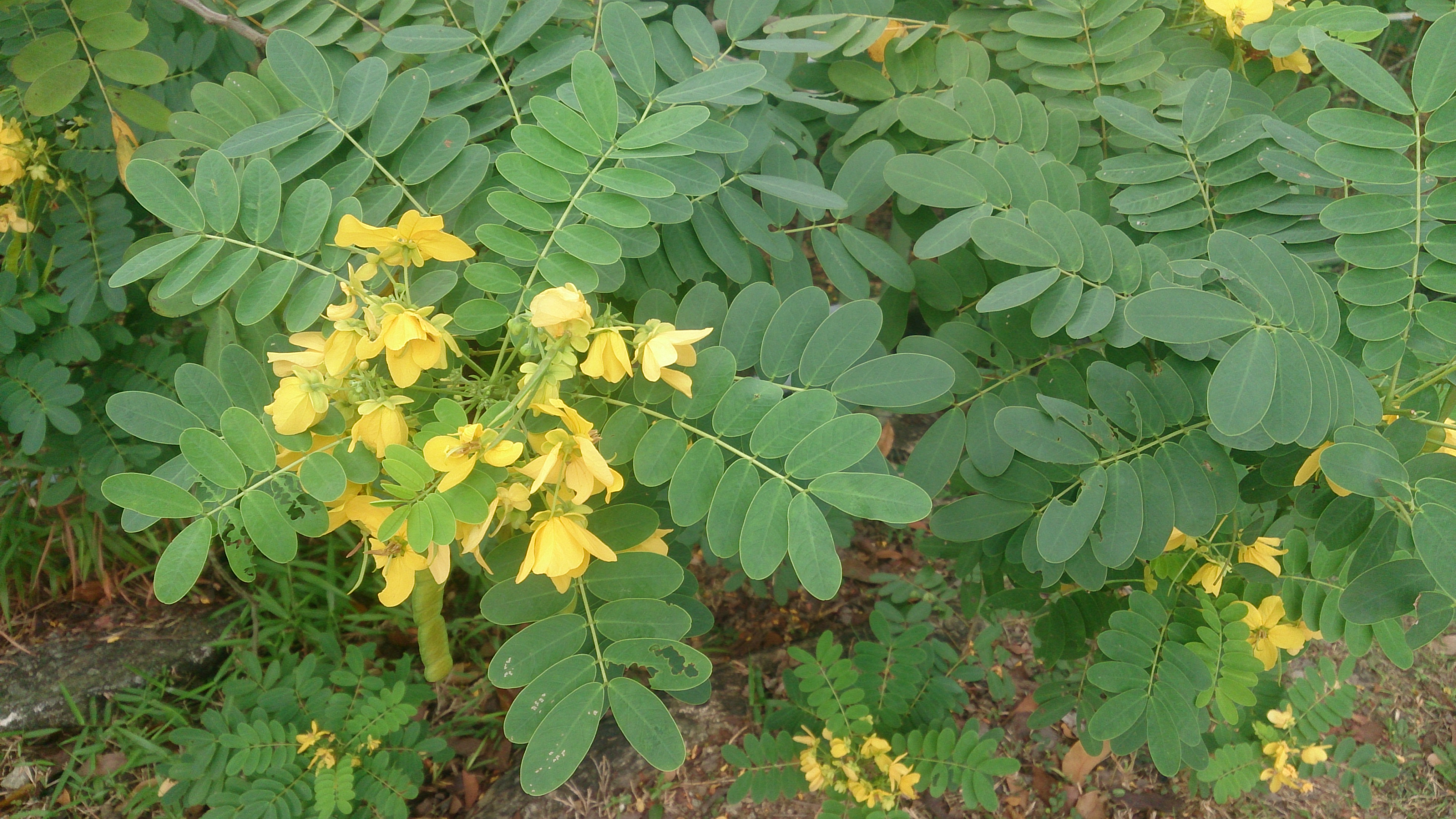
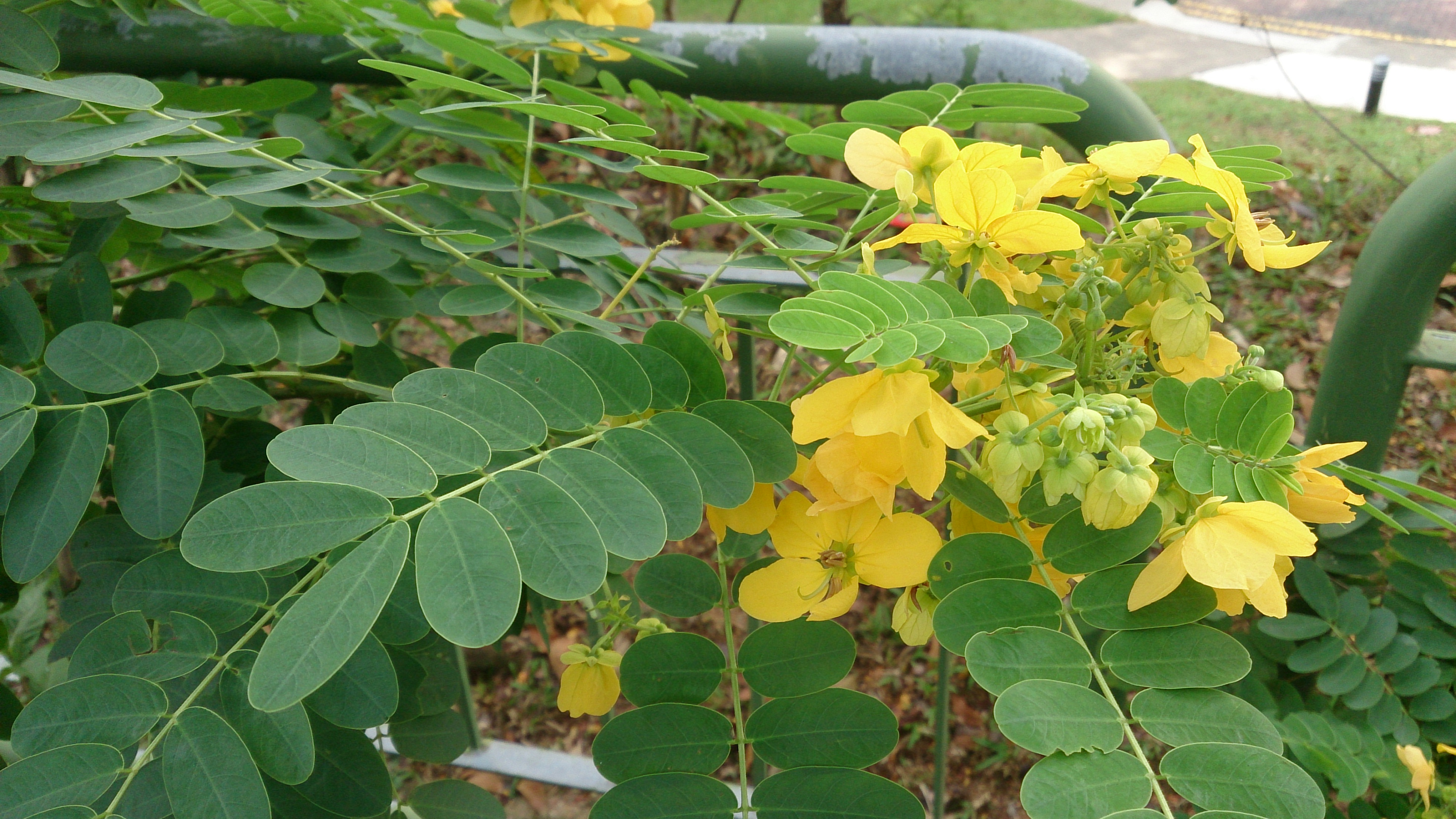